# ゲームウィナー
ゲームウィナー（英:Game Winner）は、アメリカ合衆国の競走馬。2018年のエクリプス賞最優秀2歳牡馬に選出された。主な勝ち鞍に2018年デルマーフューチュリティステークス、アメリカンファラオステークス、ブリーダーズカップ・ジュヴェナイルがある。

## 戦績
2018年8月18日デルマー競馬場の未勝利戦（ダート6ハロン）でデビューし、2着馬に5馬身半差をつけて圧勝する。続く9月3日のデルマーフューチュリティステークスはロードスターに次ぐ2番人気で出走、好位追走から直線では先行したロードスターとロウェイトンをきっちりかわすと最後はロウェイトンに1馬身半差をつけ快勝しG1初制覇を飾る。9月29日のアメリカンファラオステークスでは2着馬に4馬身半差をつけて圧勝し、G1競走2連勝となる。11月2日チャーチルダウンズ競馬場で行われたブリーダーズカップ・ジュヴェナイルは道中早めに仕掛け、直線で堂々先頭に立つとKnicks Goに2馬身の差をつけ、無敗で2歳王者に輝いた。
3歳となった2019年は3月16日のレベルステークスから始動したが、オマハビーチのハナ差2着と惜敗。続く4月6日のサンタアニタダービーでもロードスターの2着に敗れる。5月4日のケンタッキーダービーは不良馬場が応えて5着に終わったが、7月のロスアラミトスダービー（G3）を制覇し、惨敗続きにピリオドを打つもレース中の故障で長期離脱を余儀なくされ、結局2020年9月に現役を引退することになった。

## 種牡馬時代
引退後の2021年よりレーンズエンドファームで種牡馬入りしている。
2024年のシーズンオフからはブラジルでもシャトル種牡馬として供用されることになった。

### 主な産駒
- 2022年産
  - ゲーミング（Gaming）- デルマーフューチュリティステークス

## 血統表
| ゲームウィナーの血統         | ゲームウィナーの血統             | ゲームウィナーの血統 | （血統表の出典） | （血統表の出典） |
| 父系                         | ファピアノ系                     | ファピアノ系         | ファピアノ系     |                  |
| 父 Candy Ride 1999 鹿毛      | 父の父Ride the Rails 1991 黒鹿毛 | Cryptoclearance      | Fappiano         | Fappiano         |
| 父 Candy Ride 1999 鹿毛      | 父の父Ride the Rails 1991 黒鹿毛 | Cryptoclearance      | Naval Orange     |                  |
| 父 Candy Ride 1999 鹿毛      | 父の父Ride the Rails 1991 黒鹿毛 | Herbalesian          | Herbager         | Herbager         |
| 父 Candy Ride 1999 鹿毛      | 父の父Ride the Rails 1991 黒鹿毛 | Herbalesian          | Alanesian        |                  |
| 父 Candy Ride 1999 鹿毛      | 父の母Candy Girl 1990 栗毛       | Candy Stripes        | Blushing Groom   | Blushing Groom   |
| 父 Candy Ride 1999 鹿毛      | 父の母Candy Girl 1990 栗毛       | Candy Stripes        | Bubble Company   |                  |
| 父 Candy Ride 1999 鹿毛      | 父の母Candy Girl 1990 栗毛       | City Girl            | Farnesio         | Farnesio         |
| 父 Candy Ride 1999 鹿毛      | 父の母Candy Girl 1990 栗毛       | City Girl            | Cithara          |                  |
| 母 Indyan Giving 2009 黒鹿毛 | 母の父A.P. Indy 1989 黒鹿毛      | Seattle Slew         | Bold Reasoning   | Bold Reasoning   |
| 母 Indyan Giving 2009 黒鹿毛 | 母の父A.P. Indy 1989 黒鹿毛      | Seattle Slew         | My Charmer       |                  |
| 母 Indyan Giving 2009 黒鹿毛 | 母の父A.P. Indy 1989 黒鹿毛      | Weekend Surprise     | Secretariat      | Secretariat      |
| 母 Indyan Giving 2009 黒鹿毛 | 母の父A.P. Indy 1989 黒鹿毛      | Weekend Surprise     | Lassie Dear      |                  |
| 母 Indyan Giving 2009 黒鹿毛 | 母の母Fleet Indian 2001 黒鹿毛   | Indian Charlie       | In Excess        | In Excess        |
| 母 Indyan Giving 2009 黒鹿毛 | 母の母Fleet Indian 2001 黒鹿毛   | Indian Charlie       | Soviet Sojourn   |                  |
| 母 Indyan Giving 2009 黒鹿毛 | 母の母Fleet Indian 2001 黒鹿毛   | Hustleeta            | Afleet           | Afleet           |
| 母 Indyan Giving 2009 黒鹿毛 | 母の母Fleet Indian 2001 黒鹿毛   | Hustleeta            | Bravo Native     |                  |
| 母系(F-No.)                  | 1号族(FN:1-x)                    | 1号族(FN:1-x)        | 1号族(FN:1-x)    |                  |